# Creu de Fellines
La Creu de Fellines és una creu de terme de Viladasens (Gironès) situada a l'oest del nucli, a la cruïlla entre la carretera de Fellines i el camí de Can Roca.
Consta d'un sòcol cilíndric de formigó pintat amb dos cartells clavats, el superior correspon a la creu original mentre que l'inferior data de la reconstrucció realitzada l'any 1942. El fust és de secció cilíndrica amb capitell motllurat i decorat amb quatre parells d'arcs convexos de ferro clavats. La creu és també de ferro, del tipus llatí i sense cap tipus de figuració. El peu de la creu està clavat a l'extrem de la columna i reforçat mitjançant una barra d'acer.
Al llibre 'Les creus al vent' d'Albert Bastardes, hi apareix una fotografia de la creu, de 1930, que difereix de l'actual. Probablement l'antiga fou destruïda després de 1930. Gràcies al segon cartell que es col·locà al basament de la nova creu sabem que aquesta fou reconstruïda l'any 1942. La nova creu de les Fellines conserva el rètol antic on s'hi pot llegir: 'Creu de Fallinas'. Quan es va reconstruir la creu s'hi afegí al basament un altre rètol, sota de l'original, on s'hi pot llegir: 'Reconstuida y costeada por Luis Pérez Perxes 1942'.